# رسیفی
رسیفی (به پرتغالی: Recife) (تلفظ: تلفظ پرتغالی:[ʁeˈsifi] ()) شهری در ایالت پرنامبوکو کشور برزیل است که با ۴٬۱۳۶٬۵۰۶ نفر جمعیت، بزرگ‌ترین شهر منطقهٔ شمال شرق برزیل و نهمین شهر بزرگ این کشور و مرکز ایالت پرنامبوکو است. جمعیت شهر در سال ۲۰۱۰ میلادی، ۱٬۵۳۶٬۹۳۴ نفر بوده‌است.

## مترو
متروی رسیفی در سال ۱۹۸۵ تأسیس شده و هم‌اکنون دارای ۳ خط و ۲۹ ایستگاه می‌باشد.